# One Team
One Team (Eigenschreibweise ONE TEAM) ist eine gemeinnützige Organisation aus Frankfurt am Main. Ihr Ziel ist es, Kindern und Jugendlichen weltweit Zugang zu Sport zu ermöglichen, um darüber Bereiche wie Bildung, Gesundheit und Gleichberechtigung zu fördern. Mit dem Ziel, dass die einzelnen Projekte auch nachhaltig wirken, arbeitet One Team vor Ort mit lokalen Organisationen zusammen.

## Organisation
Ein Team von Sportbotschaftern und weiteren Ehrenamtlichen unterstützt den Gründer Benjamin Pahlich seit der Gründung 2017. Mit Hilfe von Öffentlichkeitsarbeit und Fundraising in Deutschland werden aktuell Sportprojekte in sechs verschiedenen Ländern unterstützt. One Team wird über ein Stipendium des „AndersGründer“-Programms des Social Impact Labs in Frankfurt am Main gefördert.

## Projekte
Ruanda - Handball mit dem Gorilla Handball Club
Im Jahr 2017 nahmen über 3500 Mädchen und knapp 4000 Jungen an den Angeboten des Vereins teil. Der Gorilla Handball Club nutzt den Sport, um die Kinder und Jugendliche von der Straße zurück in die Schule zu bringen und ihnen Werte wie Toleranz, Fairness, Gleichberechtigung oder auch Alltagskompetenzen zu vermitteln. Projektpartner ist Gorilla Handball Club und Never Play Alone St. Pauli e.V.
Ruanda - Skateboarding im einzigen Skatepark Ruandas
Der Skatepark in Ruanda befindet sich auf dem Schulhof der Grundschule der SOS-Kinderdörfer und bietet Kindern und Jugendlichen einen sicheren Ort, um sich auszutoben und ihre Freizeit sinnvoll zu nutzen. Skateboarding gibt den Kindern und Jugendlichen die Möglichkeit ein neues Körpergefühl und damit Selbstbewusstsein und neue Perspektiven zu entwickeln. Regelmäßige Events führen die Kinder zusätzlich an Themen wie z. B. HIV-Prävention oder Umweltschutz heran. Projektpartner ist Rwanda Skate-Aid Skateboarding und Skate-Aid Deutschland e.V.
Bhutan - Fußball – Kick and Learn
Neben dem Erlernen von Kompetenzen wie Teamfähigkeit und Fair Play wird in diesem Projekt auch die Lesefähigkeit der teilnehmenden Kinder gefördert. Die Kinder treffen sich mehrmals in der Woche, um an spielerischem Unterricht teilzunehmen, denn Schulsport fördert erwiesenermaßen die Konzentrationsfähigkeit und damit auch die schulischen Leistungen. Projektpartner: nomadenhilfe e.V.
Honduras - Beach Volleyball
Projektpartner ist die Bay Islands Beach Volleyball Association (BIBVA). Die BIBVA bietet Kindern und Jugendlichen kostenloses Beachvolleyball-Training an. Während des Trainings erleben sie Teamgeist und lernen Verantwortung für sich und andere zu übernehmen. Über außerschulische Workshops in Kooperation mit lokalen Partnern wird Wissen über wichtige gesellschaftliche Themen wie Gesundheit und Umweltschutz vermittelt. Darüber hinaus werden die Kinder und Jugendlichen in der Schule unterstützt.
Kapverden - Fußball
Projektpartner: Delta Cultura Cabo Verde. Mit Unterstützung der FIFA wurde im Bildungszentrum Delta Cultura ein Kunstrasenplatz gebaut. Außerdem verfügt das Zentrum über eine Bibliothek und einen Computerraum. Täglich gibt es Angebote wie Fußball oder auch Hausaufgabenhilfe und Sprachunterricht. An den zahlreichen Veranstaltungen nehmen jährlich mehr als 5000 Kinder und Jugendliche teil.
Namibia - Basketball
Gegründet wurde das Projekt 2010 vom Deutschen Olympischen Sportbund. Jährlich nehmen zwischen 500 und 1000 Kinder an den Aktivitäten teil. Nach dem Motto „Education first, Basketball second“ nutzen die Kinder die Bildungsprogramme und können ihren Lieblingssport ausüben. So werden sie zu Vorbildern für andere Kinder und Jugendliche. Darüber hinaus werden Themen wie Gleichberechtigung, Gesundheit, soziale Inklusion oder Umweltschutz vermittelt. Projektpartner ist die Basketball Artists School Foundation und Basketball Artists School Namibia e.V.
Tansania - Fußball
Teilnehmende Kinder und Jugendliche können sich bei diesem Projekt spielerisch für den Umweltschutz einsetzen. Der Projektpartner Environmental Conservation Action veranstaltet Trainings und Fußballturniere an Schulen und alle teilnehmenden Teams erhalten Baumsetzlinge, die sie in ihren Gemeinden pflanzen können. Projektpartner: Environmental Conservation Action und Weltweit – Gesellschaft zur Förderung lokaler Initiativen e.V.

## Unterstützer
One Team wird durch die Hahner Leichtathletik-Zwillinge Anna und Lisa Hahner, durch den Handballer Rune Dahmke, sowie diverse Breitensportler als One-Team-Botschafter bei Läufen, Triathlons oder anderen sportlichen Großevents unterstützt. Die Organisation finanziert sich vor allem durch Privat- und Unternehmensspenden.